# Calmont (Górna Garonna)
Calmont – miejscowość i gmina we Francji, w regionie Oksytania, w departamencie Górna Garonna.
Według danych na rok 1990 gminę zamieszkiwały 1552 osoby, a gęstość zaludnienia wynosiła 39 osób/km² (wśród 3020 gmin regionu Midi-Pireneje Calmont plasuje się na 228. miejscu pod względem liczby ludności, natomiast pod względem powierzchni na miejscu 164.).